# Пренга, Херди
Херди Пренга (алб. Herdi Prenga; род. 31 августа 1994, Задар, Хорватия) — албанский футболист, защитник венгерского клуба «Гонвед». Выступал за сборную Албании.

## Биография
Родился 31 августа 1994 года в хорватском городе Задар, где в то время выступал его отец, также бывший футболист, игрок сборной Албании — Бесник Пренга.

### Клубная карьера
Воспитанник загребского «Динамо». На профессиональном уровне дебютировал в 2013 году в составе клуба «Сесвете», где выступал на правах аренды и провёл 17 матчей (1 гол) во второй лиге Хорватии. Зимой 2014 года вновь был отдан в аренду в клуб высшей лиги «Локомотива», где выступал на протяжении полутора лет, а позже подписал с клубом полноценный контракт. Летом 2017 года перешёл в «Интер» (Запрешич).
19 февраля 2019 года подписал контракт с латвийским клубом «Рига».

### Карьера в сборной
В начале карьеры Пренга был игроком юношеских сборных Хорватии до 17 и до 19 лет. С 2015 года начал выступать за молодёжную сборную Албании.
В основную сборную Албании впервые был вызван в марте 2018 года на товарищескую игру со сборной Норвегии, однако на поле не вышел. Дебютировал за Албанию 7 сентября того же года в матче 1-го тура Лиги наций 2018/19 против сборной Израиля (1:0), в котором вышел на замену на 71-й минуте вместо Эниса Гавазая.